# استفانی مالهرب
استفانی مالهرب (انگلیسی: Stephanie Malherbe؛ زادهٔ ۵ آوریل ۱۹۹۶) بازیکن فوتبال اهل ایالات متحده آمریکا است.
از باشگاه‌هایی که در آن بازی کرده‌است می‌توان به دیوری گردن اشاره کرد.
وی همچنین در تیم ملی فوتبال زنان آفریقای جنوبی بازی کرده‌است.